# Renun
Renun is een bestuurslaag in het regentschap Dairi van de provincie Noord-Sumatra, Indonesië. Renun telt 767 inwoners (volkstelling 2010).